# Jeux mondiaux nomades

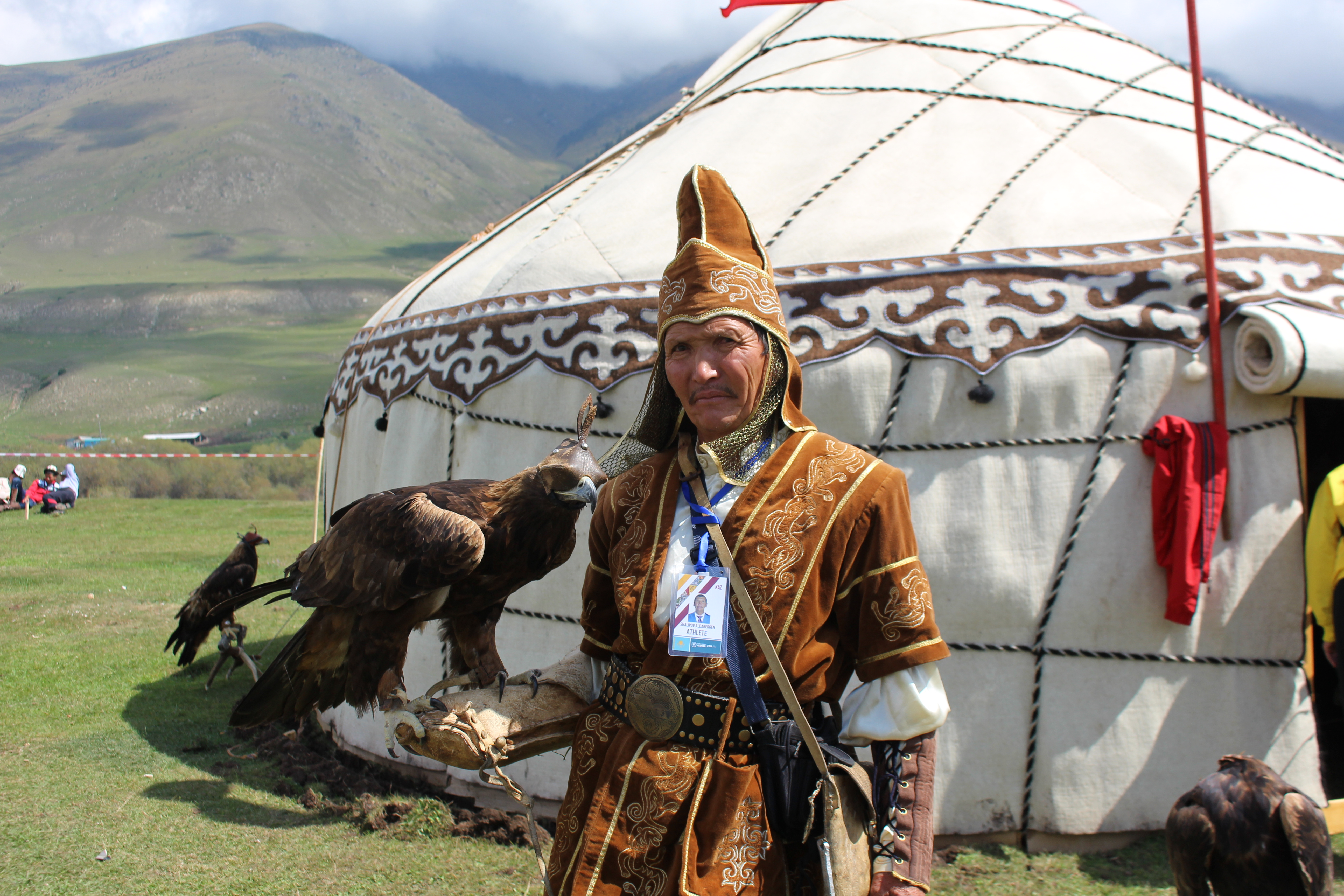
Jeux mondiaux nomades 2016.

Les Jeux mondiaux nomades (kirghize : Дүйнөлүк көчмөндөр оюндары, russe : Всемирные игры кочевников, anglais : World Nomad Games, turc: Dünya Göçebe Oyunları) sont une compétition sportive internationale consacrée aux sports ethniques pratiqués entre les pays d'Asie Centrale. Les principaux participants aux jeux sont la Turquie, le Kazakhstan, le Kirghizistan, l'Azerbaïdjan, l'Ouzbékistan, le Turkménistan, la Mongolie, le Tadjikistan, la Russie (en particulier les républiques de Sakha, de Bouriatie, d'Altaï, de Kalmoukie, de Bachkirie, et quelques autres) et l'Afghanistan.

## Types de sports et disciplines (Jeux mondiaux de 2014)
- l'alysh (Алыш), un type de lutte ;
- le Salburun (Салбурун), un sport mêlant fauconnerie ; tir à cheval et chasse au lévrier Taïgan ;
- le Shagai, jeux d'osselets ;
- des sports hippiques (At Chabysh, dont en particulier le baïge) ;
- le Er Enish, une lutte montée ;
- le Toguz korgool ;
- le Kourach ;
- le Kok-borou (Кок-бору), un sport d'équipe semblable au Bouzkachi, où des cavaliers se disputent une carcasse de chèvre.

## Un programme culturel
Les jeux sont accompagnés d'un programme culturel et ethnique. Lors des premiers jeux, un village de yourtes avait été monté, et des manifestations culturelles non prévues parmi les disciplines des jeux avaient eu lieu, ainsi que d'autres évènements de divertissement.

## Liste des Jeux passés ou à venir
- Du 9 au 14 septembre 2014 :  Tcholponata, au Kyrghyzistan. Afin d'organiser la première édition des Jeux, le gouvernement kyrghyze avait dépensé plus de 3 millions de dollars[1].
- Du 3 au 8 septembre 2016[2] :  Tcholponata[3], au Kyrghyzistan.
- À partir du 2 septembre 2018[4] :  Tcholponata[4], au Kyrghyzistan.

## Sources